# 한다은
한다은(1990년 ~ )은 대한민국의 배우이다.

## 학력
- 동덕여자대학교 현대무용 학사

## 출연작

### 영화
- 《신 전래동화》 (2018년) - 춘향 역
- 《기억의 밤》 (2017년) - 입원실 간호사 역
- 《푸른노을》 (2017년) - 한미숙 역
- 《몬스터》 (2014년) - 계연희 역
- 《닥터》 (2013년) - 김 간호사 역
- 《타워》 (2012년)

### 드라마 & 시트콤
- 《아임 쏘리 강남구》 (2016년, SBS) - 승미 역
- 《굿 와이프》 (2016년, tvN) - 이지연 역
- 《옥중화》 (2016년, MBC) - 선화 역
- 《초인시대》 (2015년, tvN)
- 《아내스캔들 - 바람이 분다》 (2014년, TV조선)
- 《닥터 이방인》 (2014년, SBS) - 자연 역
- 《롤러코스터 시즌 3》 (2013년, tvN)
- 《녹색마차》 (2009년, SBS) - 난희 역

### 연극
- 《버스를 놓치다》 - 그녀 역
- 《도둑놈 다이어리》 - 마동나 역

### 뮤지컬
- 《정글라이프》 - 하예나 역
- 《블랙수트뉴걸》

### 뮤직비디오
- 퍼블릭스테레오 - 지옥에나 가라

### 광고
- 갤럭시C